# Cladiella digitulatum
Cladiella digitulatum är en korallart som först beskrevs av Carl Benjamin Klunzinger 1877.  Cladiella digitulatum ingår i släktet Cladiella och familjen läderkoraller. Inga underarter finns listade i Catalogue of Life.